# Megetra
Megetra là một chi bọ cánh cứng trong họ Meloidae.
Chi này được miêu tả khoa học năm 1859 bởi LeConte in Thomson.

## Các loài
Các loài trong chi này gồm:
- Megetra cancellatus (Brandt & Erichson, 1832)
- Megetra punctata Selander, 1965
- Megetra vittatus (LeConte, 1853)